# Società Ginnastica Andrea Doria - Sezione Calcio 1906-1907
Questa voce raccoglie le informazioni riguardanti la Società Ginnastica Andrea Doria nelle competizioni ufficiali della stagione 1906-1907.

## Stagione
I biancoblù dopo aver superato nell'eliminatoria regionale il Genoa, ottennero il terzo posto del girone finale del torneo.

## Divise
La maglia era biancoblù, con divisione verticale a metà.
| Manica sinistra · Maglietta · Maglietta · Manica destra · Pantaloncini · Calzettoni |

## Organigramma societario
Area direttiva
- Presidente: Zaccaria Oberti

Area tecnica
- Capitano/Allenatore: Francesco Calì

## Rosa
| N. |                   | Ruolo | Calciatore      |
| -- | ----------------- | ----- | --------------- |
|    | Italia (bandiera) | P     | Luigi Marchetti |
|    | Italia (bandiera) | P     | Enrico Rossi    |
|    | Italia (bandiera) | D     | Rinaldo Amey    |
|    | Italia (bandiera) | D     | Giuseppe Boni   |
|    | Italia (bandiera) | D     | Francesco Calì  |
|    | Italia (bandiera) | D     | Carlo Galletti  |
|    | Italia (bandiera) | D     | Riccardo Pippo  |
|    | Italia (bandiera) | C     | Guido Bolognini |
|    | Italia (bandiera) | C     | Salvatore Calì  |

| N. |                   | Ruolo | Calciatore           |
| -- | ----------------- | ----- | -------------------- |
|    | Italia (bandiera) | C     | Augusto Galletti     |
|    | Italia (bandiera) | C     | Giuseppe Giordano    |
|    | Italia (bandiera) | C     | Agostino Grondona    |
|    | Italia (bandiera) | C     | Alessio Peri         |
|    | Italia (bandiera) | C     | Ferruccio Taino      |
|    | Italia (bandiera) | A     | Vittorio Ansaldo     |
|    | Italia (bandiera) | A     | Ottavio Baglietto    |
|    | Italia (bandiera) | A     | Giuseppe Bongiovanni |
|    | Italia (bandiera) | A     | A. Rolla             |

## Calciomercato
| Acquisti | Acquisti | Acquisti | Acquisti |
| R.       | Nome     | da       | Modalità |
| -------- | -------- | -------- | -------- |

| Cessioni | Cessioni           | Cessioni | Cessioni      |
| R.       | Nome               | a        | Modalità      |
| -------- | ------------------ | -------- | ------------- |
| A        | Carlo Lancerotto   |          | fine carriera |
| A        | Giovanni Sessarego |          | fine carriera |

## Risultati

### Prima Categoria

#### Eliminatorie ligure
| Arbitro: | Recalcati (Milano) |

|            |           |             |
| Marassi 5’ | Marcatori | 70’ Ansaldo |

| Arbitro: | Camperio (Milano) |

|                                   |           |             |
| Calì 10’ Giordano 80’ Ansaldo 90’ | Marcatori | 40’ Marengo |

#### Girone finale
| Genova 10 febbraio 1907 Girone Finale - 1ª partita | Andrea Doria      | 0 – 0 | Torino | Campo Sportivo di San Gottardo\| Arbitro: \| Spensley (Genova) \| |
| Arbitro:                                           | Spensley (Genova) |       |        |                                                                   |

| Arbitro: | Armano (Torino) |

|                                         |           |  |
| Mädler 7’ 70’ Imhoff 22’ 65’ Kilpin 86’ | Marcatori |  |

| Torino 14 aprile 1907 Girone Finale - 4ª partita | Torino | 2 – 0 (tav.) | Andrea Doria | Velodromo Umberto I |

| Arbitro: | Armano (Torino) |

|  |           |                        |
|  | Marcatori | 60’ Trerè I 75’ Mädler |

### Torneo FGNI

#### Finale
| Venezia 10 maggio 1907 Finale         | Milan     | 2 – 1 referto | Andrea Doria | Velodromo del Lido |
| \| \| \| \| \| ? \| Marcatori \| ? \| |           |               |              |                    |
|                                       |           |               |              |                    |
| ?                                     | Marcatori | ?             |              |                    |

## Statistiche

### Statistiche di squadra
| Competizione    | Punti | In casa | In casa | In casa | In casa | In casa | In casa | In trasferta | In trasferta | In trasferta | In trasferta | In trasferta | In trasferta | Totale | Totale | Totale | Totale | Totale | Totale | DR |
| Competizione    | Punti | G       | V       | N       | P       | Gf      | Gs      | G            | V            | N            | P            | Gf           | Gs           | G      | V      | N      | P      | Gf     | Gs     | DR |
| --------------- | ----- | ------- | ------- | ------- | ------- | ------- | ------- | ------------ | ------------ | ------------ | ------------ | ------------ | ------------ | ------ | ------ | ------ | ------ | ------ | ------ | -- |
| Prima Categoria | 4     | 3       | 1       | 1       | 1       | 3       | 3       | 3            | 0            | 1            | 2            | 1            | 8            | 6      | 1      | 2      | 3      | 4      | 11     | -7 |
| Torneo FGNI     | -     | 0       | 0       | 0       | 0       | 0       | 0       | 1            | 0            | 0            | 1            | 0            | 2            | 1      | 0      | 0      | 1      | 0      | 2      | -2 |
| Totale          | 4     | 3       | 1       | 1       | 1       | 3       | 3       | 4            | 0            | 1            | 3            | 1            | 10           | 7      | 1      | 2      | 4      | 4      | 13     | -9 |

### Statistiche dei giocatori
| Giocatore      | Prima Categoria | Prima Categoria |
| Giocatore      | Presenze        | Reti            |
| -------------- | --------------- | --------------- |
| R. Amey        | 5               | 0               |
| V. Ansaldo     | 5               | 2               |
| O. Baglietto   | 4               | 0               |
| G. Bolognini   | 3               | 0               |
| G. Bongiovanni | 5               | 0               |
| G. Boni        | 5               | 0               |
| F. Calì I      | 5               | 1               |
| S. Calì II     | 1               | -2              |
| A. Galletti I  | 3               | 0               |
| C. Galletti II | 0               | 0               |
| G. Giordano    | 3               | 1               |
| A. Grondona    | 2               | 0               |
| L. Marchetti   | 0               | 0               |
| A. Peri        | 2               | 0               |
| R. Pippo       | 3               | 0               |
| A. Rolla       | 2               | 0               |
| E. Rossi       | 4               | -7              |
| F. Taino       | 3               | 0               |